# Anselm Haverkamp
Anselm Haverkamp, född 18 juli 1943 i Bonn, är en tysk-amerikansk filosof och litteraturkritiker. Han tillhör Konstanzskolan. Haverkamp är professor emeritus vid New York University.

## Biografi
Anselm Haverkamp föddes i Bonn år 1943. År 1975 avlade han doktorsexamen vid Heidelbergs universitet. Han är influerad av Paul de Mans och Jacques Derridas dekonstruktionsteori. Tillsammans med bland andra Wolfgang Iser, Hans Robert Jauss och Wolfgang Preisendanz utvecklade Haverkamp Konstanzskolans receptionsteori; denna teori har fokus på betraktaren, publiken eller åskådaren, istället för på konstnären.